# Osteoglossum
Osteoglossum – rodzaj słodkowodnych ryb kostnojęzykoształtnych z rodziny kostnojęzykowych (Osteoglossidae).

## Występowanie
Ameryka Południowa.

## Cechy charakterystyczne
10–17 promieni branchiostegalnych. 42–57 miękkich promieni w płetwie grzbietowej. Występują wąsiki podbródkowe. Samce są pyszczakami.

## Klasyfikacja
Gatunki zaliczane do tego rodzaju:
- Osteoglossum bicirrhosum – arowana srebrna
- Osteoglossum ferreirai

Gatunkiem typowym rodzaju jest Osteoglossum bicirrhosum.